# Vestigingsvergunning
Een vestigingsvergunning was in Nederland tot half 2007 een verplichte vergunning voor bedrijven die vallen onder de Nederlandse vestigingswet. De bedrijven hadden de vergunning nodig om zich ergens te mogen vestigen en gold voor bouwbedrijven, installatiebedrijven, vervoermiddelenbedrijven en levensmiddelenbedrijven.
Bij het verlenen van de vergunning werd onder andere gekeken of de ondernemer diploma's dan wel andere verklaringen heeft om aan te tonen dat hij over voldoende vakkennis beschikt.
De Vestigingsvergunning is vervallen per 18 juli 2007.